# Google Santa Tracker
Google Santa Tracker ist eine jährlich erscheinende weihnachtliche Unterhaltungswebsite, die erstmals 2004 von Google gestartet wurde und die Verfolgung des Weihnachtsmanns an Heiligabend anhand vorgegebener Standortinformationen simuliert. Es ermöglicht Benutzern auch, Minispiele zu spielen. Die Seite geht jährlich im Dezember live und täglich werden bestimmte Events im Dezember hinzugefügt.

## Geschichte
Anfang 2004 entdeckte Google den Dienst NORAD Tracks Santa und sagte, sie hätten „das Gefühl, dass es für Benutzer besser sein könnte, zu visualisieren, wo sich der Weihnachtsmann gerade befindet“. Nachdem Keyhole, Inc. 2004 von Google übernommen wurde, gab es einen Weihnachtsmann-Tracker im „Keyhole Earth Viewer“ (Google Earths ursprünglicher Name) und nannten es „Keyhole Santa Radar“. Das Publikum war klein, da Keyhole ein kostenpflichtiges Produkt war. 2007 arbeitete Google mit NORAD für NORAD Tracks Santa 2007 zusammen.
Im Jahr 2018 fügte Google dem Santa Tracker mehrere Funktionen für Schüler und Lehrer hinzu. Am 4. Dezember 2018 startete die Website vollständig mit einer Reihe von Spielen und Unterrichtsplänen zu Programmiergrundlagen und Weihnachtstraditionen auf der ganzen Welt. Die Website enthält auch Informationen über die gemeinnützigen Organisationen Khan Academy und Code.org. Die Google-Santa-Tracker-Seite von 2018 ermöglichte es den Nutzern auch, mit dem Google-Assistenten einen Anruf beim Weihnachtsmann zu simulieren oder sich eine Weihnachtsgeschichte anzuhören. Die Website behauptete, dass der Weihnachtsmann im Jahr 2019 5,6 Milliarden Geschenke geliefert hat.
In den Jahren 2020 und 2021 wurden während der COVID-19-Pandemie der Weihnachtsmann, Mrs. Santa Claus und die Elfen mit Gesichtsmasken dargestellt.

## Website

### Events im Dezember
Auf der Website gibt es im Dezember Minispiele und einen Countdown bis zum Start der Reise.

### Santa Tracker
An jedem Heiligabend beginnt der Google Santa Tracker gegen Mitternacht in der östlichsten Zeitzone (10:00 Uhr UTC) damit, die Verfolgung des Weihnachtsmanns zu simulieren. Die Karte zeigt den Weihnachtsmann, der zu Zwischenpunkten reist und in Städten Geschenke verteilt. Der Weihnachtsmann scheint ungefähr eine Zeitzone pro Stunde nach Westen zu reisen. Zähler simulieren, wie weit der Weihnachtsmann bisher gereist ist und wie lange es dauert, bis er die Stadt des Zuschauers auf der Karte erreicht. Außerdem wird die Entfernung von der Stadt des Zuschauers und die Gesamtzahl der gelieferten Geschenke angezeigt. Der Weihnachtsmann wird so dargestellt, dass er Helfer bei sich hat, darunter die üblichen Rentiere und Elfen, zusammen mit Pinguinen und einem Schneemann.
Für jede Stadt, die der Weihnachtsmann besuchen soll, werden die ersten paar Absätze des entsprechenden Wikipedia-Artikels angezeigt, die einen Überblick über die Stadt geben. Die Website zeigt auch Fotos mit der Stadt im Hintergrund und einer Darstellung des Weihnachtsmanns oder seiner Helfer im Vordergrund. Die Temperatur der Stadt wird anhand von Daten von The Weather Channel genau angegeben. Nicht jede große Stadt wird besucht; einige Großstädte in der Nähe anderer Großstädte werden übersprungen, während kleinere Städte, die weit von anderen besiedelten Orten entfernt sind, gelegentlich vorgestellt werden. Selbst wenn der Weihnachtsmann auf Reisen ist, erhöht sich der Zähler, der die insgesamt gelieferten Geschenke anzeigt, aber langsamer als wenn der Weihnachtsmann in einer Stadt ist.